# 理查德·西蒙斯
米爾頓·蒂格勒·「理查德」·西蒙斯（英語：Milton Teagle "Richard" Simmons，1948年7月12日—2024年7月13日）是美国的健身师，演员，喜剧演员。他主要通过有氧健身操影片中的来宣传自己的减重项目，以他古怪、华丽的举动，以及充满能量的个性而闻名。